# ماجراهای بین کهکشانی مکس کلود
ماجراهای بین کهکشانی مکس کلود (به انگلیسی: The Intergalactic Adventures of Max Cloud) یک فیلم اکشن و علمی تخیلی بریتانیایی محصول سال ۲۰۲۰ به کارگردانی مارتین اوون و نویسندگی اوون و سالی کولت با بازی اسکات ادکینز، جان هانا، لاشانا لینچ، ایزابل آلن و تامی فلاناگان است.

## داستان
یک رزم‌ناو فضایی بخاطر حادثه‌ای بر روی یک سیاره که محل زندگی یک زندانی خطرناک بین کهکشانی است سقوط می‌کند و…